# Lecopia roseda
Lecopia roseda är en insektsart som beskrevs av Medler 1991. Lecopia roseda ingår i släktet Lecopia och familjen Flatidae. Inga underarter finns listade i Catalogue of Life.